# Иностранцев, Михаил Александрович
Михаил Александрович Иностранцев (26 июля (7 августа) 1872 — 5 декабря 1938) — генерал-майор Русской императорской армии, участник Первой мировой и Гражданской войны. Ординарный профессор Николаевской военной академии.

## Биография
Из дворян Санкт-Петербургской губернии. Сын геолога, профессора Санкт-Петербургского университета Александра Александровича Иностранцева.
Образование получил в Ларинской гимназии, по окончании которой в 1891 году поступил на военную службу.
В 1892 году выдержал офицерский экзамен при 2-м военном Константиновском училище и 4 октября того же года был произведен подпоручиком в лейб-гвардии Финляндский полк. Произведен в поручики 6 декабря 1896 года, в штабс-капитаны — 6 декабря 1900 года.
В 1901 году окончил Николаевскую академию Генерального штаба по 1-му разряду и был причислен к Генеральному штабу. 7 февраля 1902 года переведен в Генеральный штаб капитаном, с назначением старшим адъютантом штаба 1-го армейского корпуса. 4 июня 1902 года назначен старшим адъютантом штаба 1-й гвардейской кавалерийской дивизии. 8 марта 1904 года назначен помощником старшего адъютанта штаба войск Гвардии и Петербургского военного округа, а 6 декабря того же года произведен в подполковники с назначением столоначальником Главного штаба. Затем состоял помощником начальника отделения Главного Штаба (1905), помощником начальника отделения Главного управления Генерального штаба (1905—1906) и, наконец, помощником делопроизводителя управления генерал-квартирмейстера Генерального штаба (1906—1907).
С 11 марта 1907 года был прикомандирован к Владимирскому военному училищу для преподавания военных наук. Произведен в полковники 6 декабря 1908 года «за отличие по службе». В 1913 году был прикомандирован к Николаевской военной академии для несения обязанностей преподавателя военных наук, а 21 июня 1914 года назначен экстраординарным профессором Николаевской военной академии.
С началом Первой мировой войны, 8 ноября 1914 года назначен начальником штаба 67-й пехотной дивизии. 7 февраля 1915 года назначен командиром 8-го Финляндского стрелкового полка. 9 октября 1915 года назначен командующим бригадой 38-й пехотной дивизии, а 21 октября произведен в генерал-майоры «за отличие по службе», с утверждением в должности. 15 марта 1916 года назначен генералом для поручений при Главном управлении военно-учебных заведений, а 3 декабря 1916 года — экстраординарным профессором Николаевской военной академии, с оставлением в занимаемой должности. 15 сентября 1917 года назначен ординарным профессором Николаевской военной академии.
С 1920 года в эмиграции в Югославии. Служил в частном банке, был преподавателем русской реальной гимназии в Загребе. Состоял членом Общества офицеров Генерального штаба. В 1926 году переехал в Чехословакию, где начал читать курс лекций по истории Первой мировой войны в Военной академии Чехословакии.
Умер в 1938 году в Праге. Похоронен на Ольшанском кладбище.

## Награды
- Орден Святого Станислава 3-й ст. (1904)
- Орден Святой Анны 3-й ст. (1906)
- Орден Святого Станислава 2-й ст. (ВП 6.12.1911)
- Орден Святой Анны 2-й ст. (ВП 6.12.1913)
- Орден Святого Владимира 4-й ст. с мечами и бантом (ВП 17.03.1915)
- Высочайшее благоволение «за отличия в делах против неприятеля» (ВП 4.06.1915)
- Орден Святого Владимира 3-й ст. с мечами (ВП 1.12.1915)
- мечи к ордену Св. Анны 2-й ст. (ВП 10.10.1916)
- Орден Святого Станислава 1-й ст. «за отлично-ревностную службу и особые труды, вызваные обстоятельствами текущей войны» (ВП 6.12.1916)

## Сочинения
- Иностранцев М. Воспоминания. Конец империи, революция и начало большевизма / сост., науч. ред. А. В. Ганин. — М.: Кучково поле; Издательский центр «Воевода», 2017. — 928 с. — ISBN 978-5-9950-0501-8.